# حركة المرأة، الحياة، الحرية

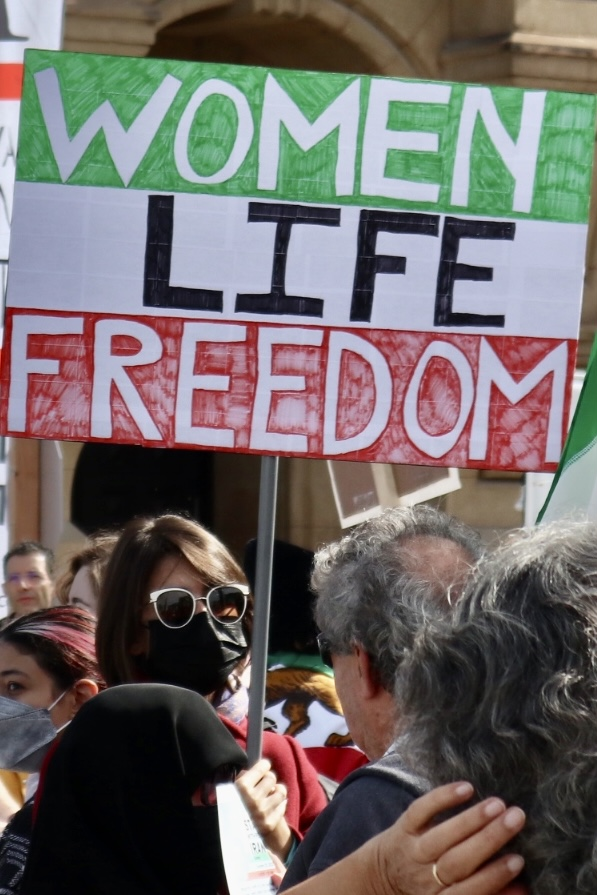

حركة المرأة، الحياة، الحرية في إيران هي حركة احتجاجية بدأت في سبتمبر 2022 بعد مقتل مهسا أميني، وهي شابة كردية اعتقلتها شرطة الأخلاق لعدم ارتدائها الحجاب بشكل صحيح. تطالب الحركة بإنهاء قوانين الحجاب الإلزامية وغيرها من أشكال التمييز والقمع ضد المرأة في إيران. قوبلت الحركة بقمع وحشي من قبل السلطات الإيرانية، التي قتلت مئات المتظاهرين واعتقلت آلافًا آخرين. اكتسبت الحركة أيضًا دعمًا واعترافًا دوليًا، وحصلت على جائزة الحرية لعام 2023 من منظمة فريدوم هاوس.
شعار "المرأة، الحياة، الحرية" مستوحى من الحركة النسائية الكردية، التي تناضل من أجل حقوق المرأة والاستقلال الذاتي في المنطقة منذ عقود. يعبر الشعار عن فكرة أن حقوق المرأة ضرورية للحياة والحرية، وأن المرأة يجب أن تتمتع بحرية اختيار طريقتها الخاصة في ارتداء الملابس والعيش والمشاركة في المجتمع. يُعرف الشعار أيضًا باسم "جين، جيان، آزادي" باللغة الكردية و"زان، زندجي، آزادي" باللغة الفارسية.